# Miura Haruma
Miura Haruma (三浦 春馬 (Tam-Phổ Xuân-Mã) sinh ngày 5 tháng 4 năm 1990 – mất ngày 18 tháng 7 năm 2020) là một cố nam diễn viên, ca sĩ người Nhật.

## Sự nghiệp
Miura từng là thành viên của một ban nhạc nhạc rock của J-pop nhưng anh chỉ mới thực sự nổi tiếng và thành công với lĩnh vực điện ảnh.
Miura bắt đầu đóng phim vào năm 1999 với một vai diễn trong bộ phim Nairu (Sông Nile), tuy nhiên sự nghiệp của anh mới thực sự thăng hoa với vai diễn chính cùng với nữ diễn viên Aragaki Yui trong bộ phim tình cảm nổi tiếng Koizora phiên bản điện ảnh. Ngay sau đó anh càng được biết đến với các vai diễn chính trong mùa ba của Gokusen (2009), Bloody Monday (2009), Naoko (2009), Kimi ni Todoke (2010), Last Cinderella (2013), Boku no Ita Jikan (2013), The Eternal Zero (2013), Attack on Titan (2015), Gintama 2 (2018) và Two Weeks (2019).

## Qua đời
Vào ngày 18 tháng 7 năm 2020, anh được tìm thấy đã qua đời trong tình trạng treo cổ tại nhà riêng ở Minato, Tokyo, hưởng dương 30 tuổi. Các cảnh sát điều tra hiện trường nghi vấn đây là một trường hợp tự sát. Cái chết của anh được giới truyền thông báo chí Nhật Bản và Châu Á quan tâm vì sự ra đi bất ngờ của anh.

## Phim đã đóng

### Phim điện ảnh
| Năm  | Tên tiếng Anh                                                  | Tiếng Nhật                             | Romaji                                                                       | Vai diễn               |
| ---- | -------------------------------------------------------------- | -------------------------------------- | ---------------------------------------------------------------------------- | ---------------------- |
| 1999 | Nile                                                           | ナイル                                 | Nairu                                                                        | Umi Nishiyama          |
| 1999 | Jubaku Spellbound                                              | 金融腐食列島～呪縛～                   | Kinyuu Fushoku Rettou ~Jubaku~                                               | Kouichi Kitano         |
| 2001 | Thousand Years of Love — The Tale of Shining Genji             | 千年の恋～ひかる源氏物語～             | Sennen no Koi ~Hikaru Genji Monogatari~                                      |                        |
| 2002 | The School in the Woods                                        | 森の学校                               | Mori no Gakkō                                                                | Masao Kawai            |
| 2006 | Catch A Wave                                                   | キャッチ ア ウェーブ                   | Kyachi A Wēbu                                                                | Taiyou Sasaki          |
| 2006 | Akihabara@DeepP                                                | アキハバラ@DEEP                        | Akihabara Atto Dīpu                                                          | Izumu                  |
| 2007 | Sky of Love                                                    | 恋空                                   | Koizora                                                                      | Hiroki Sakurai, "Hiro" |
| 2007 | Negative Happy Chainsaw Edge                                   | ネガティブハッピー・チェーンソーエッヂ | Negatibu Happii Chēnsō Ejji                                                  | Noto                   |
| 2008 | Naoko                                                          | 奈緒子                                 | Naoko                                                                        | Yusuke Iki             |
| 2009 | Crows Zero II                                                  | クローズzero II                        | Kurōzu Zero Tsu                                                              | Tatsuya Mito           |
| 2009 | Gokusen: The Movie                                             | ごくせん The Movie                     | Gokusen: The Movie                                                           | Ren Kazama             |
| 2010 | Kimi ni Todoke                                                 | 君に届け                               | Kimi ni Todoke                                                               | Shota Kazehaya         |
| 2011 | Tokyo Park                                                     | 東京公園                               | Tokyo Kouen                                                                  | Koji Shida             |
| 2013 | The Eternal Zero – Eien no Zero                                | 永遠の0                                | Eien no Zero                                                                 | Kentaro Saeki          |
| 2014 | Five Minutes to Tomorrow                                       |                                        |                                                                              | Ryo                    |
| 2014 | Ghost Hunt (Live-Action)                                       |                                        |                                                                              | Kazuya Shibuya         |
| 2015 | Attack on Titan (Live-action Part 1) (2015)                    | 進撃の巨人                             | Shingeki no Kyojin / Attack on Titan                                         | Eren                   |
| 2015 | Attack on Titan : End of the World (Live-action Part 2) (2015) | 進撃の巨人 エンド オブ ザ ワールド     | Shingeki no Kyojin : Endo obu za Warudo / Attack on Titan : End of the World | Eren                   |
| 2018 | Sunny: Tsuyoi Kimochi Tsuyoi Ai                                | SUNNY 強い気持ち・強い愛               | Sunny: Our Hearts Beat Together                                              | Wataru Fujii           |
| 2018 | A Banana? At This Time of Night?                               | こんな夜更けにバナナかよ 愛しき実話    |                                                                              | Hisashi Tanaka         |
| 2019 | The Confidence Man JP: The Movie (2019)                        |                                        |                                                                              | Jessie                 |
| 2019 | Little Nights, Little Love (Eine Kleine Nachtmusik)            | アイネクライネナハトムジーク           |                                                                              | Sato                   |

### Phim truyền hình
| Năm  | Đài truyền hình | Tên tiếng Anh                                     | Tên tiếng Nhật                           | Dịch sang tiếng Việt                                 | Vai diễn                                          |
| ---- | --------------- | ------------------------------------------------- | ---------------------------------------- | ---------------------------------------------------- | ------------------------------------------------- |
| 1997 | NHK             | Ugly                                              | あぐり                                   | -                                                    | Shōtarō                                           |
| 1999 | TV Asahi        | Doyo Wide Gekijo                                  | 土曜ワイド劇場                           | Thứ bảy tại nhà hát(?!)                              | Ichitaro Wakui                                    |
| 2000 | TBS             | Sleep in the Rain                                 | 雨に眠れ                                 | -                                                    | Keita Nakahara                                    |
| 2000 | TBS             | Manatsu no Merry Christmas                        | 真夏のメリークリスマス                   | Giáng sinh mùa hè(?!)                                | Ryo Kinoshita lúc trẻ                             |
| 2003 | NHK             | Musashi                                           | 武蔵                                     | -                                                    | Jotaro                                            |
| 2005 | Fuji TV         | Division 1 Aozora Koi Hoshi (Stage 11)            | ディビジョン1 青空恋星                   | -                                                    | Keita Ishikawa                                    |
| 2005 | NHK             | Fight                                             | ファイト                                 | -                                                    | Kiyoshi Okabe                                     |
| 2005 | TBS             | Ima Ai ni Yukimasu                                | いま、会いにゆきます                     | Anh sẽ đến gặp em bây giờ(?!)                        | Akihiro Kudou                                     |
| 2006 | Fuji TV         | Unfair                                            | アンフェア                               | -                                                    | Yutaka Saitō                                      |
| 2006 | NHK             | Komyo ga Tsuji                                    | 功名が辻                                 | Tsuji là may mắn(?!)                                 |                                                   |
| 2006 | WOWOW           | Children                                          | チルドレン                               | -                                                    | Shirou Kihara                                     |
| 2006 | NTV             | 14 Sai no Haha                                    | １４才の母                               | Người mẹ 14 tuổi                                     | Satoshi Kirino                                    |
| 2008 | NTV             | Binbō Danshi                                      | 貧乏男子                                 | Cậu bé nghèo(?)                                      | Ryo Shiraishi                                     |
| 2008 | NTV             | Gokusen 3                                         | ごくせん 3                               | -                                                    | Ren Kazama                                        |
| 2008 | Fuji TV         | Galileo SP                                        | ガリレオΦ（エピソードゼロ）              | Galileo: Episode Zero                                | Young Manabu                                      |
| 2008 | TBS             | Bloody Monday                                     | ブラッディ・マンデイ                     | -                                                    | Fujimaru Takagi                                   |
| 2009 | NTV             | Samurai High School                               | サムライ・ハイスクール                   | -                                                    | Kotaro Mochizuki                                  |
| 2010 | TBS             | Bloody Monday Season 2                            | ブラッディ・マンデイ Season2〜絶望ノ匣〜 | Ngày thứ hai đẫm máu                                 | Fujimaru Takagi                                   |
| 2011 | Fuji TV         | Taisetsu na Koto wa Subete Kimi ga Oshiete Kureta | 大切なことはすべて君が教えてくれた       | Điều quan trọng là tất cả những gì bạn đã day tôi(?) | Kashiwagi Shuji                                   |
| 2011 | TV Asahi        | Hi wa mata noboru                                 | 陽はまた昇る                             |                                                      | Miyata Eiji                                       |
| 2012 | Fuji TV         | Higashino Keigo Mysteries                         | 東野圭吾ミステリーズ                     |                                                      | Nakaoka Ryo                                       |
| 2013 | Fuji TV         | Last Cinderella                                   | ラスト♡シンデレラ                        |                                                      | Saeki Hiroto                                      |
| 2014 | Fuji TV         | Boku no Ita Jikan                                 | 僕のいた時間                             |                                                      | Sawada Takuto                                     |
| 2016 | TBS             | Keep me Away (Watashi o hanasanaide)              | わたしを離さないで                       | Đừng để tôi đi                                       | Tomohiko                                          |
| 2017 | TV Asahi        | Otona Koko                                        | オトナ高校                               | Trường trung học dành cho người lớn                  | Arakawa Hideto (Nickname : Chelito – Dosukoi-kun) |
| 2017 | Size TV         | Naotora: The Lady Warlord                         | おんな城主 直虎                          |                                                      | Ii Naochika                                       |

### Video âm nhạc
| Năm  | Nghệ sĩ                | Bài hát       | Ghi chú |
| ---- | ---------------------- | ------------- | ------- |
| 2007 | Greeeen                | "Be Free"     | [ 10 ]  |
| 2008 | Yuzu                   | "Umaku Ienai" | [ 11 ]  |
| 2013 | C&K                    | "Mikan Heart" | [ 12 ]  |
| 2014 | Nico Touches the Walls | "Bakemono"    | [ 13 ]  |
| 2017 | Yu Takahashi           | "Reportage"   | [ 14 ]  |

## Danh sách đĩa nhạc

### Đĩa đơn
- "Fight for Your Heart" (2019)
- "Night Diver" (2020)

## Sách ảnh
| Năm  | Tựa đề            | Nhà xuất bản          | ISBN                                                                                   |
| ---- | ----------------- | --------------------- | -------------------------------------------------------------------------------------- |
| 2007 | Tabun (たぶん。)  | Wani Books            | ISBN 978-4-8470-4051-1                                                                 |
| 2008 | Letters           | Shufu to Seikatsu-sha | ISBN 978-4-3911-3695-1                                                                 |
| 2010 | Switch            | Magazine House        | ISBN 978-4-8387-2042-2                                                                 |
| 2015 | Fureru (ふれる)   | Magazine House        | ISBN 978-4-8387-2667-7                                                                 |
| 2020 | Nihonsei (日本製) | Wani Books            | - ISBN 978-4-8470-8281-8 (bản thường) - ISBN 978-4-8470-8280-1 (với sách ảnh tài liệu) |